# Dead Tube
Dead Tube (Japonés ; デッドチューブ, Deddo Chūbu ) es un manga ecchi / gore escrito por Mikoto Yamaguchi e ilustrado por Touta Kitakawa. Fue publicado el 19 de abril de 2015 en la revista mensual de manga Champion Red.

## Argumento
Tomohiro Machiya es un miembro de Club de Grabación de su escuela. Un día, la hermosa chica Mai Mashiro le solicita que la grabe. Después de que Tomohiro la graba nadando, ella le vuelve a pedir que la grabe por los próximo dos días, a lo que él accede.
Todo parece normal hasta que Mashiro asesina a su “novio”, quien era un antiguo abusador y delincuente, todo mientras Tomohiro continuaba grabando. Él entonces descubre que Mashiro sube videos a una red llamada “Dead Tube”, en donde los usuarios suben contenido y obtienen dinero de acuerdo a las visitas que consigan. Los usuarios son impulsados a subir videos sobre asesinatos en masa, suicidio, terrorismo, videos sunff y violaciones. Cualquier delito cometido en Dead Tube es legal, solo hay una regla, la persona o personas cuyo video obtenga pocas visitas tendrá que pagar por los crímenes de todos los participantes.
Mientras Tomohiro comienza a adentrarse más y más en Dead Tube, comenzará a cuestionarse su ambigua relación con Mai y el misterioso deseo de matar que no sabía que poseía.

## Personajes
Tomohiro Machiya (町谷 智浩?)
Uno de los protagonistas del manga, es estudiante de segundo año y miembro del Club de grabación. Tomohiro es un chico tímido pero perspicaz que siempre echaría una mano a los que la necesitaran.
Sin embargo, tiene una personalidad mixta. Se emociona al ver sangre derramada, afirmando que es "La belleza de la escena" . Más específicamente, ha demostrado disfrutar de las escenas de violación, sangre y asesinato detrás de la cámara.
Se muestra que es un camarógrafo experto, que no se inmuta ni se inmuta durante la filmación, y siempre atrapa al actor principal (generalmente Mashiro) en su estado más hermoso. Mientras filma, su personalidad cambia drásticamente y permanece completamente concentrado en la película. Tiene una hermana menor, que se convierte en víctima de un juego de Dead Tube, en un intento de sacarle provecho a su talento.
Mai Mashiro (真城 舞?)
La heroína de la serie. Ella es quien trajo a Machiya a Dead Tube pidiéndole que la filmara continuamente durante dos días, y luego mató a un matón que aterrorizó a Machiya antes de la serie, después de hacerse pasar por la novia del matón. Ella está enamorada de Machiya por varias razones, y siempre afirma que él es "quien me captura (en cámara) más bellamente". Ella es una asesina violenta y despiadada, y muestra poca o ninguna empatía por los demás, excepto por Machiya. Ella es extremadamente posesiva con él e incluso responderá con fuerza letal a cualquier mujer que intente robarle su afecto. Su arma principal de elección es un bastón plegable. Ella también es virgen.
Se revela que conoció a Machiya en un momento de su infancia y quedó fascinada con su deseo de capturar cosas hermosas en cámara, y le hizo prometer que la capturaría en cámara de la misma manera.
Miwa Hanae (三輪 花江?)
Otra chica en la clase de Machiya que entró en Dead Tube descuidadamente sin enterarse de todas las instrucciones de antemano. Como resultado, ella creía que uno recibiría un pago siempre y cuando fuera el primero, y no estaba al tanto de la pena hasta que Machiya le advirtió. Después de su primer juego, se asoció con Machiya y Mashiro, y sigue siendo la más humana del grupo mientras responde a la muerte y la tortura de una manera enojada, diferente a la indiferencia de Machiya y Mashiro. A menudo intenta hacer que Machiya sea "normal" y se siente aliviada por sus actos de normalidad, como la lujuria cuando intenta tener sexo con él, y el miedo cuando descubre que su hermana está en un juego de Dead Tube. Mashiro a menudo la trata como a una rival y una vez intentó matarla porque casi tuvo relaciones sexuales con Machiya.
A pesar de su comportamiento inicial despreocupado e insensible, en realidad es de buen corazón y está dispuesta a anteponer a los demás a sí misma.

## Volúmenes
| Volúmenes de manga publicados | Volúmenes de manga publicados | Volúmenes de manga publicados |
| Número                        | Fecha de lanzamiento          | ISBN                          |
| ----------------------------- | ----------------------------- | ----------------------------- |
| 1                             | 20 de enero de 2015           | ISBN 978-4-253-23711-6        |
| 2                             | 17 de julio de 2015           | ISBN 978-4-253-23712-3        |
| 3                             | 20 de enero de 2016           | ISBN 978-4-253-23713-0        |
| 4                             | 20 de abril de 2016           | ISBN 978-4-253-23714-7        |
| 5                             | 20 de julio de 2016           | ISBN 978-4-253-23715-4        |
| 6                             | 18 de noviembre de 2016       | ISBN 978-4-253-23716-1        |
| 7                             | 17 de marzo de 2017           | ISBN 978-4-253-23717-8        |
| 8                             | 20 de septiembre de 2017      | ISBN 978-4-253-23718-5        |
| 9                             | 20 de febrero de 2018         | ISBN 978-4-253-23719-2        |
| 10                            | 20 de julio de 2018           | ISBN 978-4-253-23720-8        |
| 11                            | 20 de diciembre de 2018       | ISBN 978-4-253-23736-9        |
| 12                            | 20 de mayo de 2019            | ISBN 978-4-253-23737-6        |
| 13                            | 8 de octubre de 2019          | ISBN 978-4-253-23738-3        |
| 14                            | 19 de marzo de 2020           | ISBN 978-4-253-23739-0        |
| 15                            | 20 de agosto de 2020          | ISBN 978-4-253-23740-6        |
| 16                            | 20 de enero de 2021           | ISBN 978-4-253-23742-0        |
| 17                            | 18 de junio de 2021           | ISBN 978-4-253-23745-1        |
| 18                            | 18 de noviembre de 2021       | ISBN 978-4-253-23755-0        |
| 19                            | 20 de abril de 2022           | ISBN 978-4-253-23759-8        |
| 20                            | 20 de septiembre de 2022      | ISBN 978-4-253-23760-4        |
| 21                            | 20 de febrero de 2023         | ISBN 978-4-253-32161-7        |
| 22                            | 18 de agosto de 2023          | ISBN 978-4-253-32162-4        |
| 23                            | 18 de enero de 2024           | ISBN 978-4-253-32163-1        |
| 24                            | 19 de junio de 2024           | ISBN 978-4-253-32164-8        |
| 25                            | 19 de diciembre de 2024       | ISBN 978-4-253-32165-5        |
| 26                            | 20 de mayo de 2025            | ISBN 978-4-253-32166-2        |
| 27                            | 20 de octubre de 2025         | ISBN 978-4-253-00463-3        |